# Obrež
Pour les articles homonymes, voir Obrež (homonymie).
Obrež (en serbe cyrillique : Обреж) est une localité de Serbie située dans la municipalité de Varvarin, district de Rasina. Au recensement de 2011, elle comptait 2 935 habitants.
Obrež est officiellement classé parmi les villages de Serbie.

## Géographie
Obrež est situé au centre de la Serbie, dans la région de Temnić, un sous-ensemble de la région plus vaste de la Šumadija (Choumadie). Ce village, qui constitue la localité la plus importante de la municipalité de Varvarin, se trouve dans la vallée de la Velika Morava, à environ 2 km de la rivière et sur sa rive occidentale ; d'Obrež à Stalać, la Velika Morava coule sur environ 15 km, en formant de petits méandres. Le village est également situé à proximité des monts Juhor, qui font partie de l'ensemble montagneux des Rhodopes et qui s'élèvent à l'ouest et au nord-ouest de son territoire.
Le territoire du village s'étend du nord au sud sur une superficie de 2 257 hectares, entre la Velika Morava et la route Varvarin-Jagodina. Il est longé à l'est et au nord par la limite de la municipalité de Paraćin, au sud, il est bordé par les villages de Gornji Katun et de Bačina et, au sud-ouest, par ceux d'Izbenica et de Suvaja.

## Climat
Le climat d'Obrež est de type continental modéré, avec des hivers froids et des étés chauds. L'hiver, des vents froids soufflent de la plaine pannonienne et parcourent la vallée de la Morava. Parmi les vents qui soufflent dans la région, on peut citer la košava, qui rafraichit l'atmosphère en été.

## Faune
Le territoire d'Obrež est giboyeux ; on y rencontre le loup, le renard et le blaireau européen, ainsi que le faisan, le lapin ou, dans une moindre mesure, le cerf. Les eaux de la Morava sont riches de toutes sortes d'espèces de poissons d'eau douce.

## Histoire
En 1741, l'actuel village d'Obrež portait le nom de Gornij Dragonjić. À la suite d'une rébellion des populations grecques envers les autorités ottomanes  de Gallipoli, les populations serbes de cette localité, ne souhaitant pas prendre parti, trouvèrent refuge à Vienne. Après la fin de la rébellion grecque, les Ottomans ayant constaté que les Serbes étaient restés neutres, les rappelèrent. Les Serbes acceptèrent de revenir dans l'Empire ottoman car la vie de réfugiés à Vienne n'était pas facile pour eux. Ils s'installèrent alors à Gornij Dragonjić qui prit le nom d'Obrež[réf. nécessaire].

## Démographie

### Évolution historique de la population
| 1948  | 1953  | 1961  | 1971  | 1981  | 1991  | 2002  | 2011  |
| ----- | ----- | ----- | ----- | ----- | ----- | ----- | ----- |
| 3 764 | 4 020 | 4 190 | 4 228 | 4 221 | 3 978 | 3 221 | 2 935 |

|  |

## Économie
La vallée de la Morava autour d'Obrež est particulièrement fertile. On y cultive les céréales et, notamment, le maïs, le blé, l'avoine et l'orge. Les collines sont propices à la culture de la vigne et des arbres fruitiers, tandis que les contreforts des monts Juhor sont couverts de forêts.